# 和田朋子 (アナウンサー)
和田 朋子（わだ ともこ、旧姓杉山（すぎやま）、1964年4月16日 - ）は、新潟放送の元アナウンサー。現在はフリーアナウンサー及びラジオパーソナリティとして同社と契約している。

## 略歴
新潟県柏崎市出身。新潟県立柏崎高等学校を経て國學院大學文学部卒業後、1987年春、新潟放送にアナウンサーとして入社。石塚かおりらと同期である。
テレビ平日夕方の『BSNニュースワイド』のキャスターなどを担当後、結婚し退社した。
結婚・出産以降は新潟市内の中学校で非常勤講師を務めた後、週末を中心に結婚式などの司会業を続けていたが、2006年からフリーとしてアナウンサー活動を再開し、古巣の新潟放送と契約。同年8月11日からラジオ金曜昼のワイド枠『キンラジ』のパーソナリティを、引き続き2007年春から2010年春まで平日午前『近藤丈靖の独占!ごきげんアワー』水・木曜のパーソナリティを歴任した。
同年4月8日からは平日午後『ゴゴラク!』木・金曜のパーソナリティを務めている。同番組では「昼下がりのワダム（「マダム和田」を略した造語）・午後に舞い降りた堕天使」をキャッチフレーズに、様々な企画を展開している。

## 現在の担当番組
ラジオ
- ゴゴラク!（木・金）
- 新潟日報ニュース（不定期、主に月曜）

## 過去の担当番組
テレビ
- BSNニュースワイド

ラジオ
- サタデーサウンドパラダイス ~明日はおやすみ
- キンラジ
- 近藤丈靖の独占!ごきげんアワー（水・木）